# Palazzo Modignani
Palazzo Modignani, noto anche come palazzo Pitoletti, è un edificio storico della città di Lodi, in via XX Settembre all'angolo con corso Roma. La sua costruzione risale al XVIII secolo.

## Storia
Il palazzo venne costruito tra il 1720 e il 1726 dall'architetto Domenico Sartorio e dai figli Michele e Piergiacomo. In precedenza, nello stesso luogo sorgeva un edificio chiamato Malcantone.
Negli anni ospitò numerosi personaggi illustri, tra i quali Napoleone Bonaparte, Carlo Alberto di Savoia, Vittorio Emanuele II e l'imperatore austriaco Francesco Giuseppe.

## Architettura
Il grande palazzo la cui facciata principale verso l'attuale via XX Settembre consta di tre piani è al suo interno caratterizzato da un grande cortile delimitato da una sequela di colonne binate, soluzione quest'ultima solida nella tradizione lombarda già dal XVI secolo. Si accede al cortile tramite una cancellata in ferro battuto  del lodigiano Alessandro Mazzucotelli, maestro dell'arte liberty.
All'interno, le sale del piano nobile sono riccamente affrescate, tra gli altri da Sebastiano Galeotti e da Giovan Battista Sassi. Notevole è la scala a chiocciola a pianta ellittica.

### Facciata
La facciata è piuttosto austera: i tre piani sono divisi da lesene che racchiudono le finestre barocche. Sono presenti alcune anomalie, come ad esempio il fatto che le finestre del terzo piano sono più riccamente decorate di quelle del piano nobile, o l'assenza del portale d'onore e del balcone della finestra che lo sovrasta.
Sull'angolo esterno del palazzo è presente un balcone.

## Galleria d'immagini

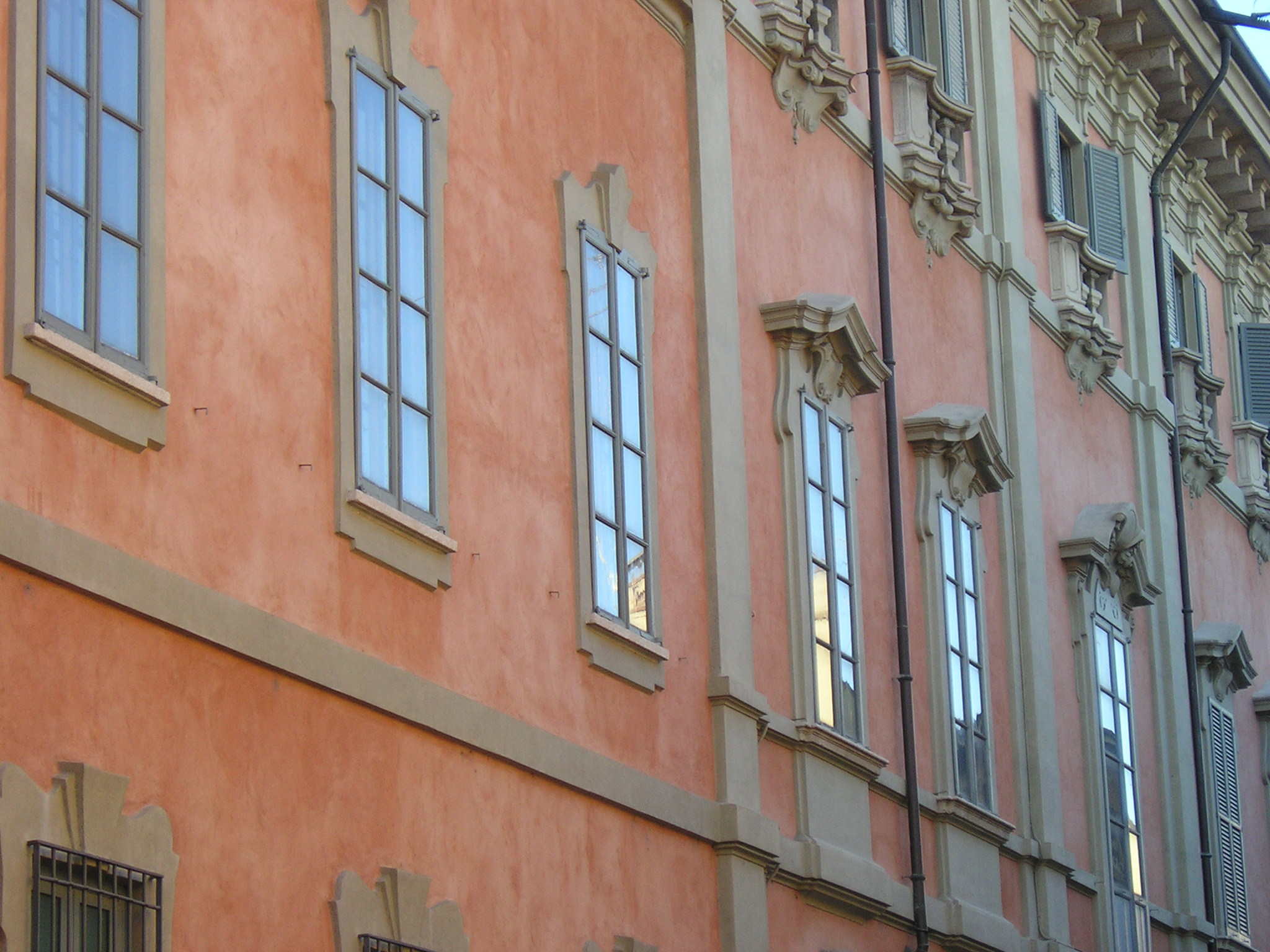
Particolare della facciata
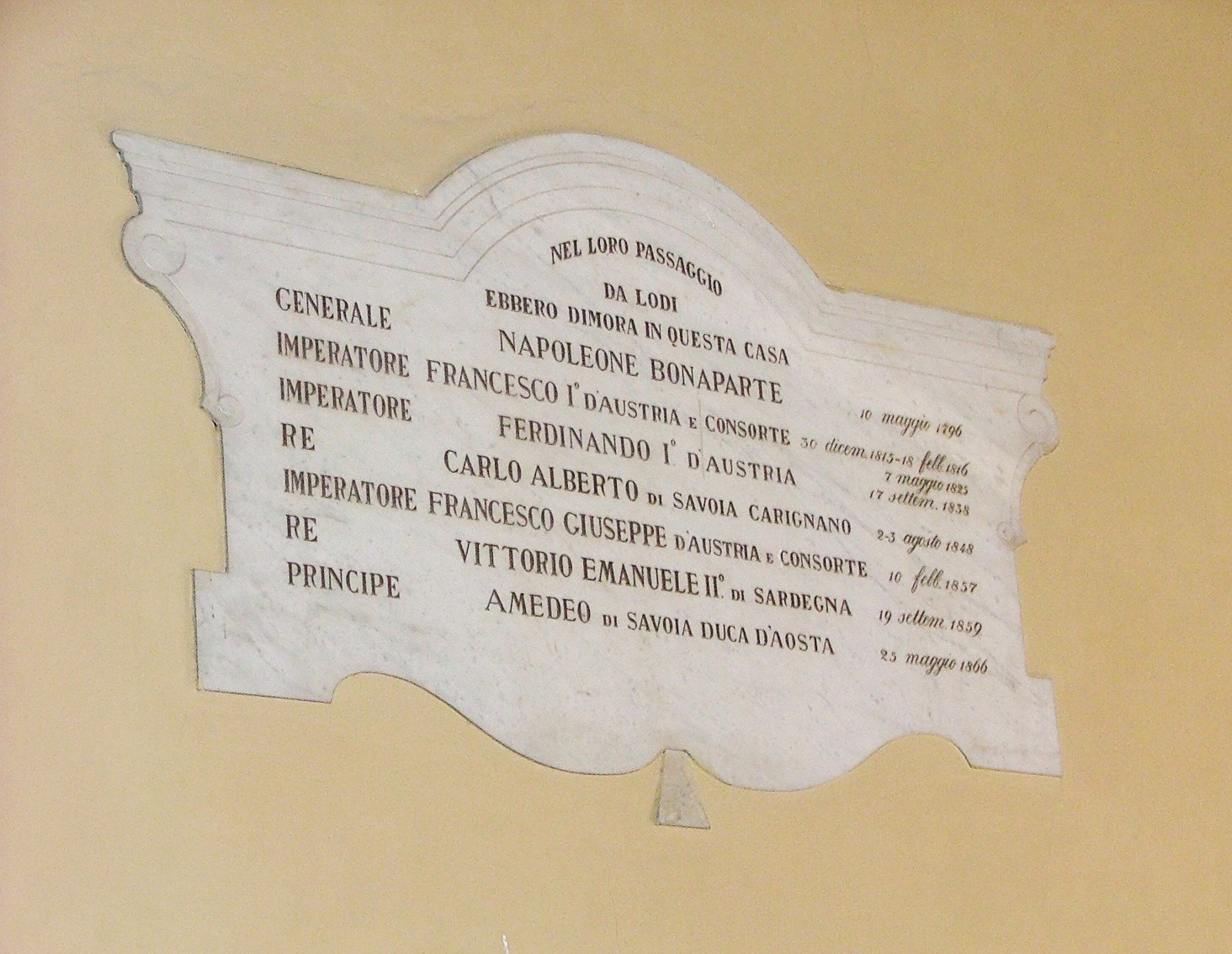
Lapide posta all'ingresso, che riporta i nomi dei personaggi illustri che sono stati ospitati nel palazzo
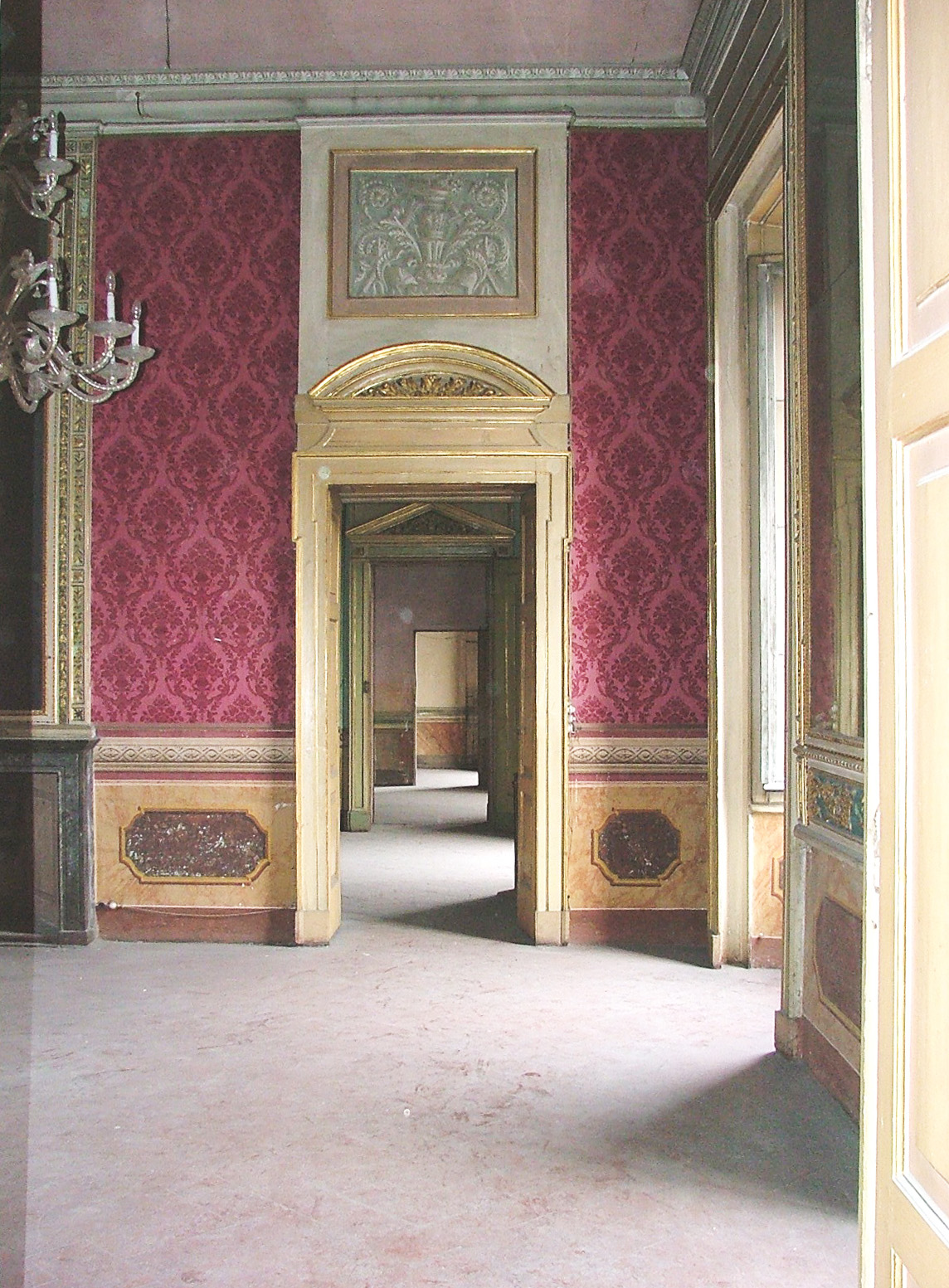
Gli interni del palazzo
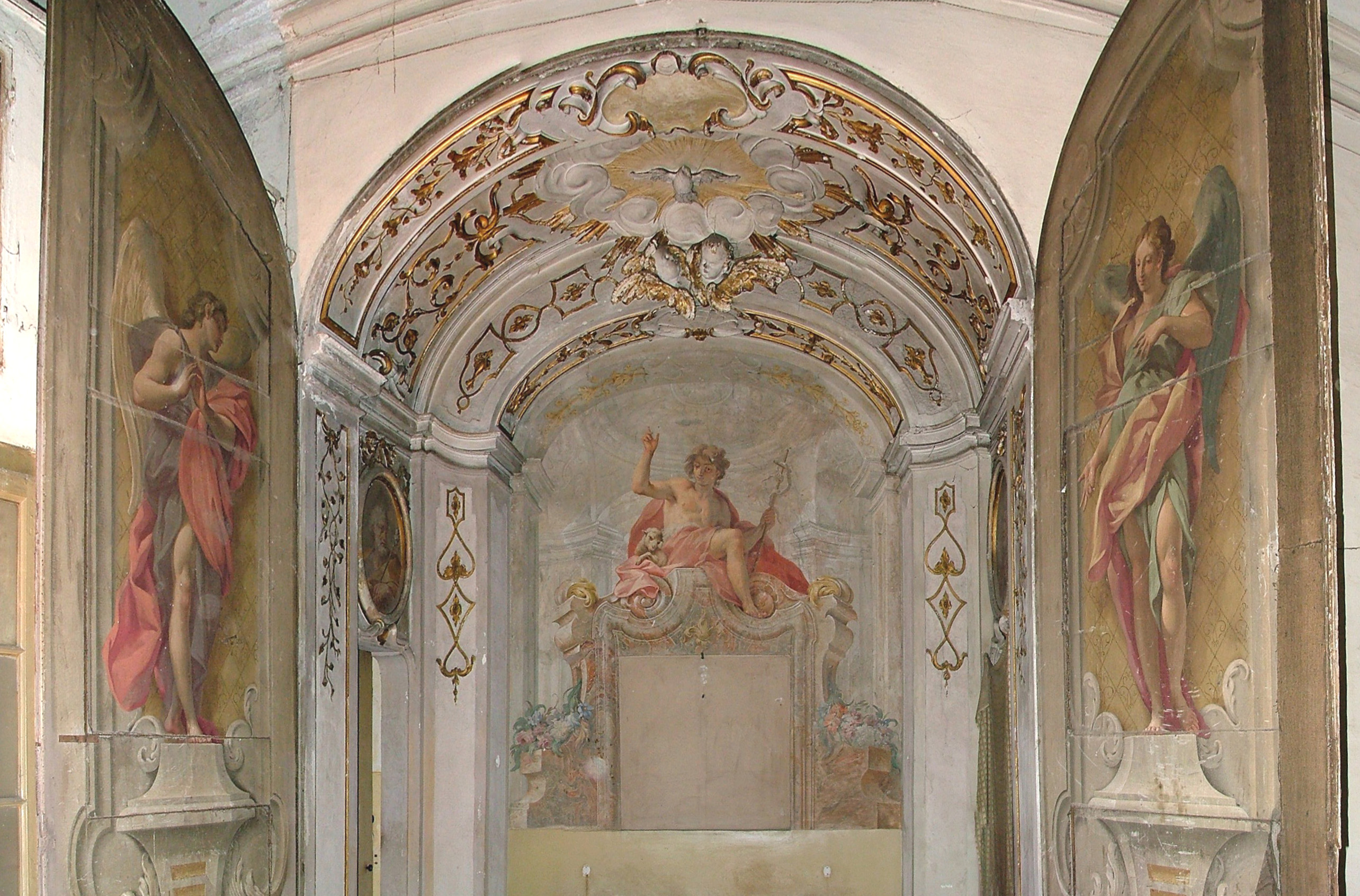
Gli affreschi di Giovan Battista Sassi nella cappella del palazzo
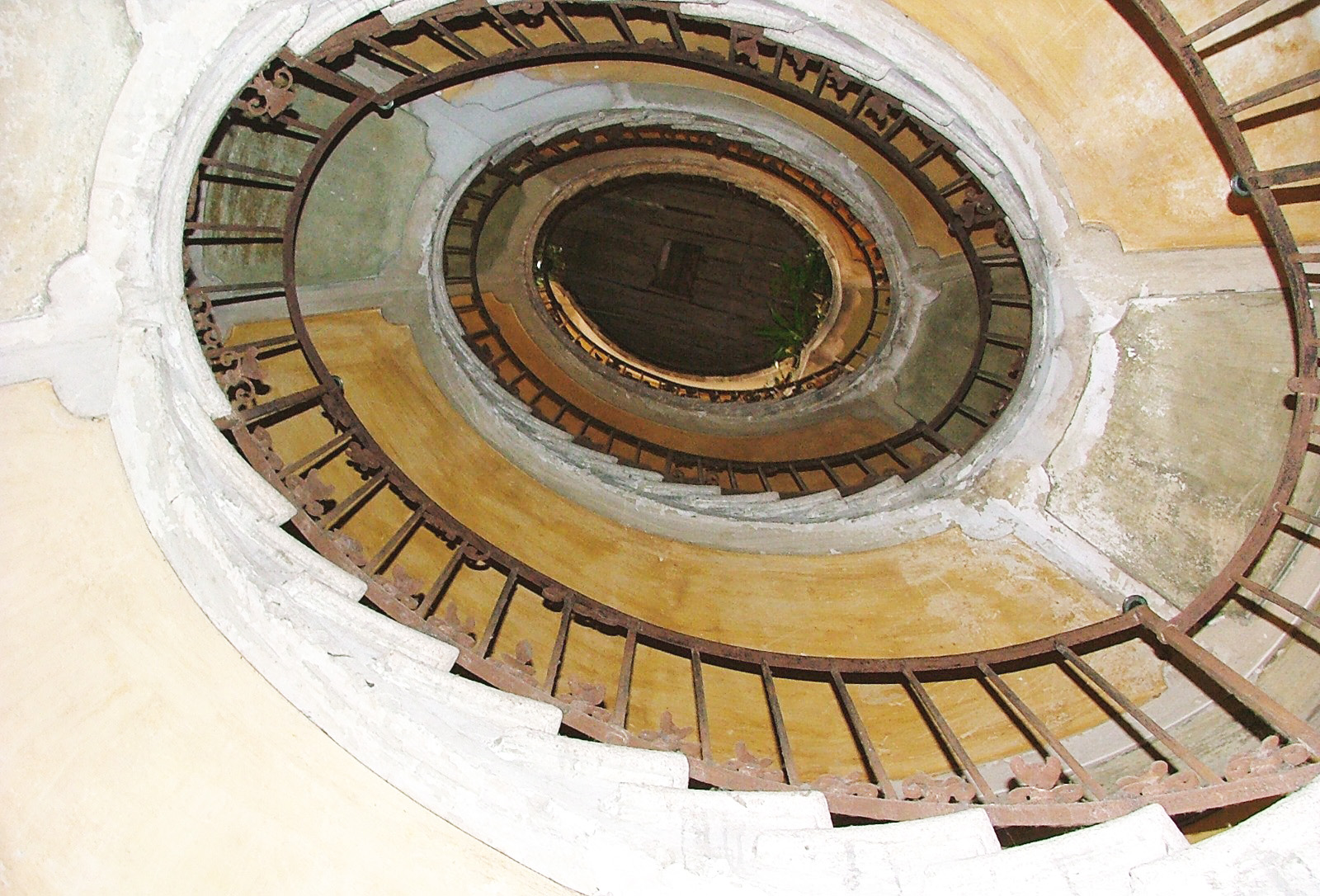
La scala ellittica
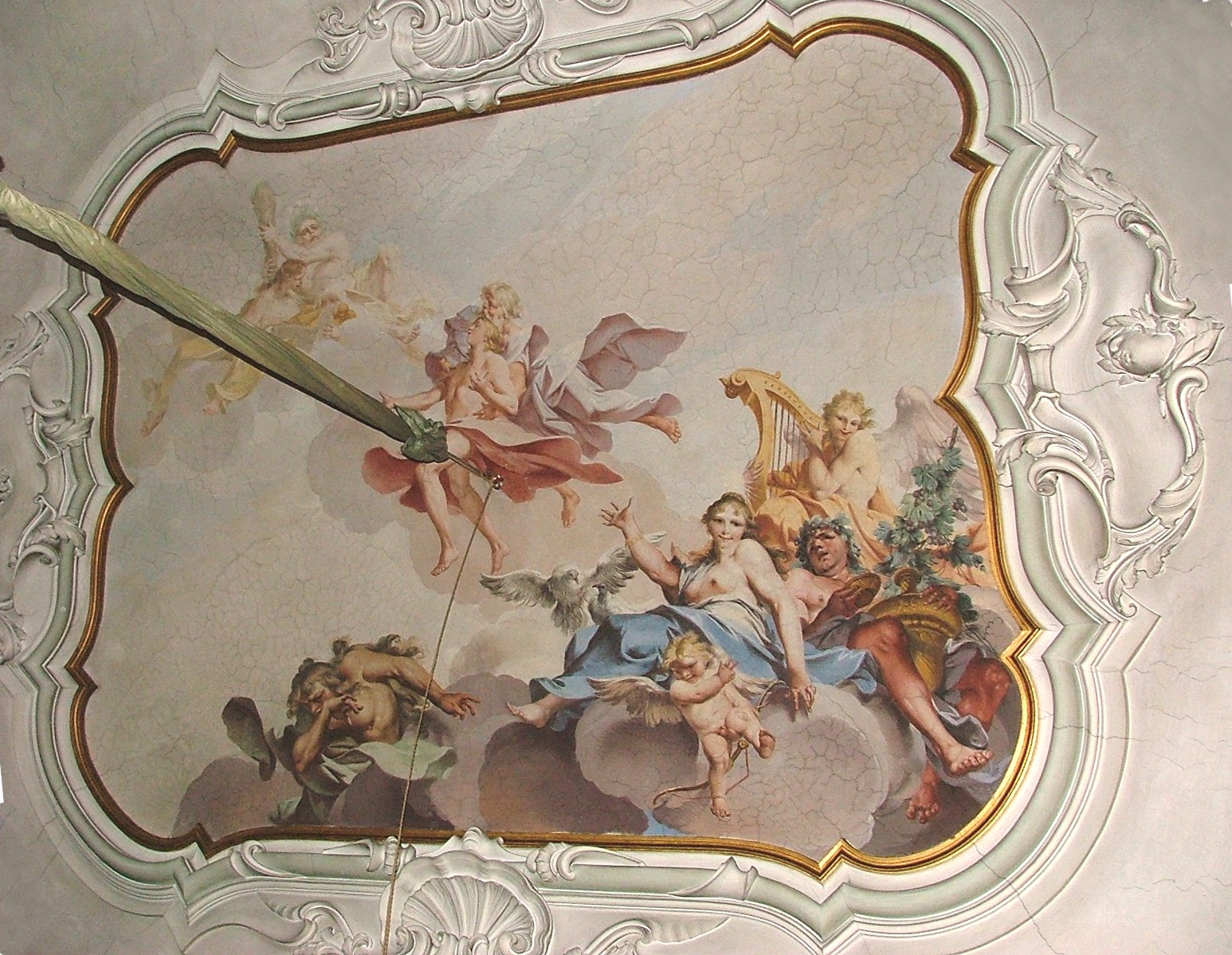
Affresco del 1729 di Sebastiano Galeotti, con scena allegorica: presentazione del giovane conte Modignani ad Ercole